# شفیع بی‌لی (گران‌بوی)
شفیع بی‌لی (ترکی آذربایجانی: Şəfibəyli) یک منطقهٔ مسکونی در جمهوری آرتساخ است که در استان شاهومیان واقع شده‌است. شفیع بی‌لی ۴۰۳ نفر جمعیت دارد.